# Coyhaique
Coyhaique (ou Coihaique, du dialecte Tehuelche koy 'lagon' et aike 'camp') est une ville et une commune de Patagonie, au sud du Chili. Elle est la capitale administrative de la région d'Aysén del General Carlos Ibáñez del Campo et fait partie de la province de Coihaique. Cette ville  est située à l'est de la Cordillère des Andes, à une altitude moyenne de 310 m d'altitude, à la confluence des rivières Simpson (es) et Coyhaique (es).

## Histoire
Coyhaique a été fondée le 12 octobre 1929 sous le nom de Baquedano, en hommage au président et général chilien Manuel Baquedano (1823 – 1897). Sa désignation actuelle date de 1934, choisi pour la différencier de la ville du même nom de la région d'Antofagasta.
Sa création avait pour objectif de faciliter la colonisation de la région en servant de base au fonctionnement des activités dérivées de l'élevage, axées autour de la Sociedad Industrial de Aysén (es)  (SIA)  Société Industrielle Aysén, qui y implanta ses installations à partir de 1906 et dont le site initial est devenu un musée classé Monument Historique en 2018.
Peu de temps après sa fondation, Coyhaique connaît une grande croissance, devenant municipalité en 1948 et capitale régionale en 1974, dans le cadre du processus de régionalisation de l'époque.
Le territoire communal s'étend sur plus de 7 000  km², comprenant notamment les villes de Balmaceda, El Blanco, Villa Ortega, Villa Frei, Valle Simpson, Ñirehuao et Lago Largo. Dans sa zone urbaine se trouvent le siège du gouvernorat régional d'Aysén et du conseil régional, le délégué présidentiel régional, la cour d'appel, ainsi que des secrétariats ministériels régionaux et les principaux services publics.
La ville est reliée au reste de la région par différentes routes - principalement la Carretera Austral - et au reste du Chili par l' aéroport de Balmaceda , qui concentre la quasi-totalité du trafic aérien d'Aysén.

## Toponymie
Le nom Coyhaique correspond à la castillanisation d'un terme en Aonikenk ou Tehuelche dérivé de qoj , « lagune » et ajke , « camp », c'est-à-dire « camp de la lagune ». Ce nom désignait plusieurs lieux et lui fut donné par des explorateurs allochtones.
Pendant plusieurs années le nom officiel de la ville s'écrivait avec un « i », « Coihaique », mais la forme « Coyhaique » continuait à être préférée par les autorités locales et par les habitants de la ville, comme c'est le cas du terme Aisén / Aysén . Au milieu des années 2000, l'orthographe utilisée par l' Institut géographique militaire a changé, de sorte que « Coyhaique » est devenu officiel.

## Géographie
Le territoire de la commune est encadré par celui des communes de Lago Verde, Puerto Aysén, Cisnes, Guaitecas, Río Ibáñez, Villa O'Higgins, Cochrane, Chile Chico et Tortel le District Electoral N° 59 et appartient à la 18ª Circunscription Sénatorial (Aisén). Coyhaique se trouve à 1 355 kilomètres à vol d'oiseau au sud de la capitale Santiago.

## Démographie
En 2012, la population de la commune s'élevait à 58 659 habitants. La superficie de la commune est de 7 290 km2 (densité de 8 hab./km2).

## Climat
Le climat de Coyhaique est de type océanique subpolaire (Cfc dans la classification de Köppen) c'est-à-dire avec une température moyenne mensuelle toujours supérieure à 0 °C et au moins un à trois mois bénéficiant d'une température moyenne supérieure à 10 °C. À l'aérodrome Teniente Vidal (es) situé à environ 4 km de la ville, la température annuelle moyenne est de 8,1 °C et les précipitations annuelles sont de 1 205,9 mm.

Position de Coyhaique (en rouge) au sein de la région Aisén.

| Mois                                  | jan.      | fév.      | mars      | avril     | mai       | juin       | jui.      | août       | sep.      | oct.      | nov.      | déc.      | année      |
| ------------------------------------- | --------- | --------- | --------- | --------- | --------- | ---------- | --------- | ---------- | --------- | --------- | --------- | --------- | ---------- |
| Température minimale moyenne (°C)     | 8,9       | 8,5       | 6,9       | 4,7       | 2,3       | 0,1        | −0,5      | 0,8        | 2,3       | 4,2       | 6         | 7,7       | 4,3        |
| Température moyenne (°C)              | 13,7      | 13,6      | 11,2      | 8,1       | 5         | 2,4        | 2         | 3,7        | 6         | 8,5       | 10,6      | 12,6      | 8,1        |
| Température maximale moyenne (°C)     | 19,1      | 19,8      | 17,1      | 13,2      | 8,9       | 5,7        | 5,6       | 8,2        | 11,3      | 13,8      | 15,8      | 17,8      | 13         |
| Record de froid (°C) date du record   | 0 1957    | −1 1965   | −8 2001   | −8,4 1975 | −11 1965  | −19,2 2002 | −18 1966  | −13,4 1975 | −8,8 1976 | −7,3 2020 | −4,2 2000 | −2,3 1958 | −19,2 2002 |
| Record de chaleur (°C) date du record | 35,6 1975 | 35,7 2019 | 31,5 1958 | 25,2 2007 | 20,4 2008 | 18,6 1966  | 16,2 1998 | 19 1965    | 23,1 1986 | 27,5 1958 | 31 1955   | 32,2 2011 | 35,7 2019  |
| Ensoleillement (h)                    | 248       | 219       | 196       | 138       | 83        | 64         | 81        | 124        | 155       | 217       | 227       | 248       | 2 000      |
| Précipitations (mm)                   | 56,8      | 44,1      | 70,9      | 95,2      | 113,6     | 141,5      | 111,1     | 103,8      | 64,6      | 73,7      | 56,7      | 59,9      | 991,9      |
| Nombre de jours avec précipitations   | 13        | 10        | 12        | 15        | 19        | 18         | 18        | 18         | 14        | 12        | 13        | 12        | 174        |
| Humidité relative (%)                 | 59        | 60        | 64        | 71        | 80        | 82         | 81        | 74         | 67        | 61        | 59        | 59        | 68         |

| Diagramme climatique                                  |             |             |             |             |             |              |             |             |             |           |             |
| J                                                     | F           | M           | A           | M           | J           | J            | A           | S           | O           | N         | D           |
| 19,18,956,8                                           | 19,88,544,1 | 17,16,970,9 | 13,24,795,2 | 8,92,3113,6 | 5,70,1141,5 | 5,6−0,5111,1 | 8,20,8103,8 | 11,32,364,6 | 13,84,273,7 | 15,8656,7 | 17,87,759,9 |
| Moyennes : • Temp. maxi et mini °C • Précipitation mm |             |             |             |             |             |              |             |             |             |           |             |